# Policía
Policía fou una pel·lícula estrenada en 1987, protagonitzada per Emilio Aragón Álvarez i Ana Obregón i dirigida per Álvaro Sáenz de Heredia, que va comptar amb una nominació als Premis Goya a la millor direcció de producció

## Argument
Gumer (Emilio Aragón Álvarez), és animat pel seu oncle, ex-policia, a ingressar a l'Acadèmia de policia malgrat no tenir vocació, i al final accepta. No obstant això quan ha de fer front a baralles i delictes li agafa gust a la professió.

## Repartiment
| Actor                 | Personatge         |
| --------------------- | ------------------ |
| Emilio Aragón Álvarez | Gumersindo 'Gumer' |
| Ana Obregón           | Luisa              |
| Agustín González      | Cabo López         |
| Juan Luis Galiardo    | Maxi               |
| José Guardiola        | Don Ramón          |
| Pilar Alcón           | Pepa               |
| Jack Taylor           | Inspector Ferrara  |
| Adriano Domínguez     | Comisario Jefe     |
| Vicky Lagos           | Manoli             |
| Bruno Vella           | Tomás              |

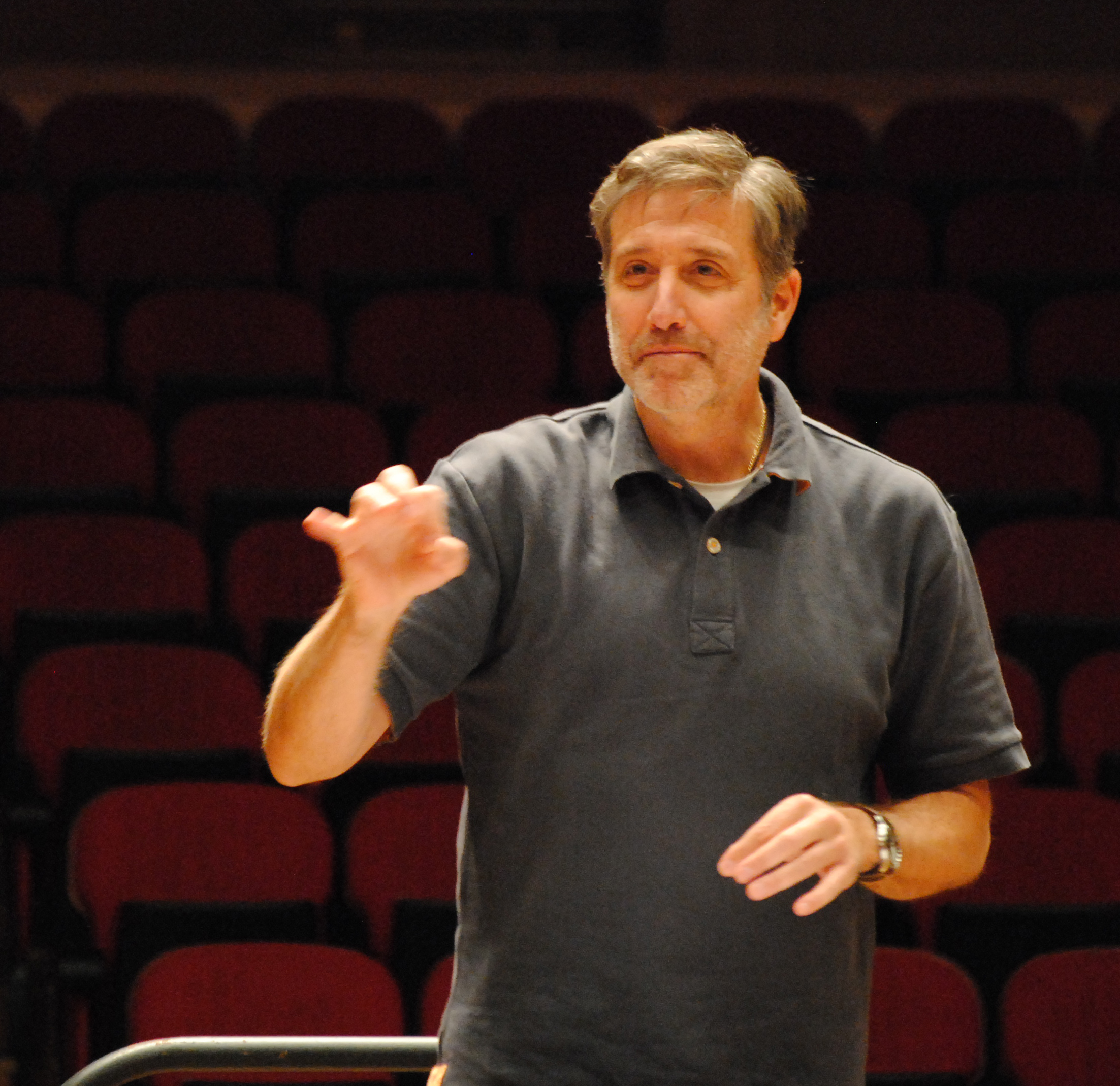
Emilio Aragón interpreta a Gumer
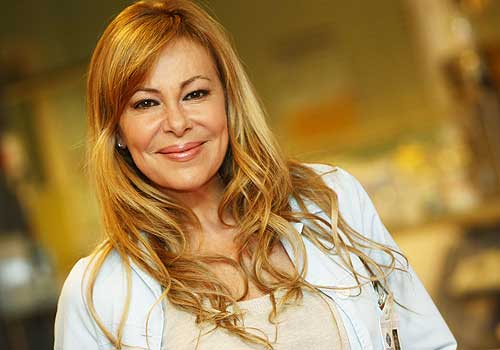
Ana Obregón interpreta a Luisa